# Groene beukensnuitkever
De groene beukensnuitkever (Phyllobius argentatus) is een kever die in Europa voorkomt op loofbomen. De kever is overdag actief en vreet van de bladeren. De larven lijken veel op de  maden van vliegen en leven in en van plantenstengels. De larve verpopt in de grond en in het daaropvolgende voorjaar verschijnt de kever.
De kever is 4 tot 6 mm lang en is bijna helemaal bedekt met glanzende, groene schubjes, met uitzondering van delen van de poten en de antennen. De dijbenen en de antennen zijn rood. Het lichaam is langwerpig en de kop is verlengd in een brede snuit. Op de dekschilden zijn donkere lengtegroeven aanwezig.